# Monumentul Soarelui
Monumentul Soarelui sau Salutul Soarelui (în croată Pozdrav suncu) este un monument din Zadar, Croația, dedicat Soarelui. Este alcătuit din trei sute de plăci de sticlă stratificate, amplasate la același nivel cu faleza pavată cu piatră. Are forma unui cerc cu un diametru de 22 de metri, sub care se află module solare fotovoltaice. Elementele de iluminat instalate în cerc se aprind pe timp de noapte și produc un spectacol de lumini. Monumentul, proiectat de arhitectul croat Nikola Bašić, simbolizează comunicarea cu natura prin intermediul luminii, în timp ce în apropiere, Orga Mării comunică prin sunete.

## Proiectare
Monumentul este alcătuit din 300 de plăci de sticlă stratificate, amplasate la același nivel cu faleza pavată cu piatră, având forma unui cerc cu un diametru de 22 de metri. Pe lângă instalația principală (Soarele), privind dinspre partea de vest se află și alte instalații mai mici care reprezintă planetele Sistemului Solar. Dimensiunile Soarelui și ale planetelor sunt proporționale, precum și distanța față de centrul fiecărei plăci, dar proporțiile dimensiunilor și distanțelor sunt diferite datorită faptului că planetele sunt atât de departe. Sub sticlă se află module solare fotovoltaice cu elemente de iluminat care se aprind pe timp de noapte și produc un spectacol de lumini.
Pe inelul cromat care înconjoară modulele fotovoltaice de pe Soare sunt inscripționate numele tuturor sfinților după care au fost denumite bisericile de pe peninsula Zadar. În apropierea numelor și datelor sărbătorilor acestora, sunt înscrise și declinația și altitudinea Soarelui la nord sau la sud de ecuator (cu o declinație minimă de -23 de grade și o declinație maximă de 23 de grade), lungimea luminii solare pe meridian în ziua respectivă și în acel loc de pe faleză, ceea ce face din acest monument oarecum un calendar. Aceasta a fost pregătită în colaborare cu profesorul de științe marine, Maksim Klarin, de la Școala Maritimă din Zadar. Profesorul Klarin a proiectat orele de început și de sfârșit ale spectacolului de lumini pentru următorii 50 de ani, începând din 2008.

## Costuri
Costul construcției a fost de 8 milioane de kune (fără TVA) (aproximativ 1,3 milioane de euro), în timp ce costul total (inclusiv amenajarea peisagistică) a însumat 50 de milioane de kune (aproximativ 7 milioane de euro). Cheltuielile de întreținere datorate expunerii la soare, umiditate și sare în perioada 2008-2013 s-au ridicat la aproximativ 700 de mii de kune.[5] Un proiect extins de renovare și modernizare în valoare de 4 milioane de kune a fost finalizat în martie 2019.